# Hallstatt (perioadă)

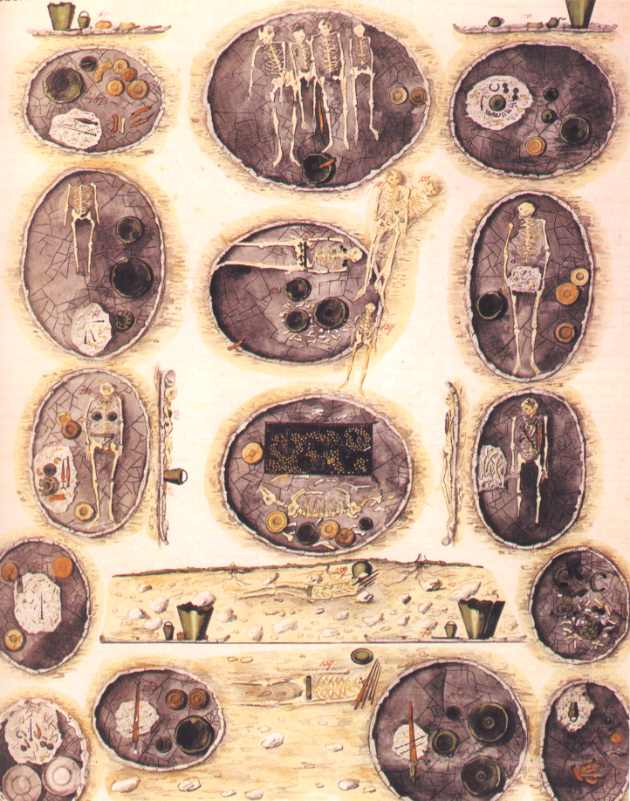
Cimitir din perioada Hallstatt

Hallstatt este numele convențional al primei perioade a fierului, denumită astfel după localitatea cu același nume din Austria. Aceasta cuprinde intervalul de timp dintre secolele al XII-lea și al V-lea î.Hr. La Congresul Internațional de Științe Pre si Protoistorice din 1874, Hans Hildebrand a propus împărțirea epocii fierului în două perioade distincte: Hallstatt și La Tène. Hallstatt este o localitate din Austria unde în 1734 a fost găsit un cadavru de om bine conservat în sare. Hallstatt-ul - prima perioadă a epocii fierului - cuprinde intervalul 1200-500 î.Hr. din cea mai mare parte a Europei. 
Principala invenție a epocii Hallstatt este metalurgia fierului. Folosirea metalelor - aramă, plumb, aur - a precedat cu câteva milenii începuturile epocii fierului. În această perioadă s-a generalizat metalurgia bronzului și, apoi, a fierului. Pe teritoriul României, în perioada timpurie a culturii Hallstatt, obiecte de fier au apărut aproape de cursul inferior al Dunării, la Babadag și Cernatu de Sus. Au apărut și cetăți fortificate, care îndeplineau rolul de cetăți permanente sau de refugiu. Locuințele simple aveau pereții de lemn pe fundații de piatră.

## Cronologie

### Spațiul Nordalpin
Încă din anul 1881 Otto Tischler a căutat să confrunte cronologia Bavariei cu a Alpilor de Nord-Est în temeiul fibulelor din morminte.
După schema lui Paul Reinecke din anul 1902, sfârșitul epocii bronzului și cea dintâi vârstă a fierului sunt împărțite în patru răstimpuri, Hallstatt A-D. Așadar HaA (1200-1000 î. Hr.) și HaB (1000-800 î. Hr.) țin de Cultura Câmpurilor de Urne, iar HaC (800-620 î. Hr.) și HaD (620-450 î. Hr.) de Cultura Hallstatt. Temeiul lucrării lui asupra Cronologiei au fost descoperiri din sudul Germaniei.
Cum HaA și HaB țin de epoca bronzului, HaC desemnează cea dintâi împărțire a celei dintâi vârste a fierului. Datarea se sprijină astăzi mai ales pe dendrocronologie. Pentru începutul HaC bucăți din lemnul păstrat al mormântului cu car din Wehringen (din Landkreisul Augsburg) o datare temeinică la 778 ± 5 î. Hr. (movila mormântală 8). Deși nu este vreo altă dendrodată pentru HaC, învoiala rămâne între arheologi ca începutul epocii fierului să fie sosirea științei prelucrării fierului pe la 800 î. Hr. Din cauza așa-numitului podiș al "Hallstattului" între 750 i 400 î. Hr., adică un răstimp din trecut în care toate datările dau aproape aceleași valori, metoda datării cu radiocarbon nu poate fi de folos ca să se lămurească cronologia.
În HaC felurile de artefacte de seamă pentru datare sunt spada Mindelheim, fibulele ochelăroase, fibulele hărpoase și fibulele arcuite.
În temeiul modelor schimbătoare ale fibulelor, HaD poate fi împărțit în trei trepte (D1-D3). În HaD1 sunt precumpănitoare fibulele șerpoase, în HaD2 fibulele tobășoase (Paukenfibel), iar în HaD3 cele dublutobășoase precum și cele cu picior împodobit. Trecerea la cea de-a doua vârstă a fierului e pusă în legătură cu cele dintâi fibule în formă de animale, cu fibulele certosane și fibulele marzabottane.

## Descoperirea dătătoare de nume
Hallstatt desemnează totodată bucata de vreme, cultura și un loc anume, care a dat numele acestora. Pe Salzberg (Muntele de Sare) din ținutul Hallstattului, Johann Georg Ramsauer a descoperit un întins câmp mormântal și a dezgropat o parte din ea. Totodată a ținut să fie documentat conținutul fiecărei gropi, ceea ce era o raritate în vremea arheologiei timpurii.
Câmpul mormântal se află într-o vale adâncă deasupra Lacului Hallstatt. În împrejurimi se găsesc urme de așezare care încep încă din neolitic. Faza cea mai de seamă a așezării ține însă între HaC și LtA. După aceea pare să fi luat Hallein-Dürnberg locul de frunte în scoaterea de sare.
Câmpul mormântal cuprinde peste 1000 de morminte. În 55% dintre ele trupul nu este ars, iar în 46% este ars. 26% dintre morminte conțin arme, mai toate aceste morminte fiind așezate la marginea câmpului mormântal, în vreme ce alea fără arme se găsesc la mijloc. În mormintele femeiești s-au găsit fibule, catarame și podoabe, iar în cele bărbătești ace și arme.

## Răspândire și aparținere culturală
Din nordvestul Franței până în nordvestul peninsulei balcanice, s-au descoperit rămășițe ale culturii Hallstatt. În 1959 Georg Kossak a împărțit ținutul culturii Hallstatt într-o parte apuseană și una răsăriteană. Partea apuseană a Hallstattului cuprinde nordestul ținutului Rinului mijlociu, Boemia și Austria de Sus. Partea răsăriteană cuprinde Moravia, Austria de Jos, Stiria, Ungaria Apuseană, Slovenia și nordul Croației.
Această împărțire nu s-a făcut în temeiul deosebirilor de limbă sau dialect, de vreme ce acestea se pierd în negura istoriei, ci se întemeiază pe formele culturii materiale și pe obiceiurile mormântale. În apus, inșii de seamă sunt înmormântați cu spadă (HaC) sau jungher (HaD), iar în răsărit li s-a pus o secure de luptă. În apus sunt bogate morminte cu care, în vreme ce în răsărit războinicii sunt îngropați cu armament întreg, cu tot cu coif, platoșă ș.a.m.d.

## Etnie
Nefiind păstrate însemnări scrise, nu se știe ce limbă vorbeau făuritorii culturii materiale. La începutul veacului 20, culturile din mărginimea Capului Adriatic au fost luate ca tot una cu ilirii, între timp cultura răsăriteană a Hallstattului fiind orânduită celților. Deși o suprapunere de cultură materială, limbă și până și coborâre biologică este cu putință, trebuie încă luat cu un dram de sare.

## Economia
Se presupune că economia a devenit mult mai complexă în epoca fierului, prin creșterea randamentului odată cu răspândirea uneltelor din fier.
În veacul 8 î. Hr. începe să fie prelucrat fierul în Europa Mijlocie. Unii bănuiesc că vechiul sistem de negoț în afară cu cositor și cupru s-a prăbușit.
Așa s-ar fi dezvoltat noi căi și centre de negustorie. Prin negoțul cu fier ar fi răsărit o nouă teapă de oameni înstăriți. Aceasta și-ar fi dat averea căpătată pe importuri din mediterană și "Sălașuri de căpetenii" (mai ales în Baden-Württemberg, Elveiția și în răsăritul Franței).
Pentru arat se folosea plugul cu două roți, cu brăzdar de fier.
În epoca fierului, ca urmare a dezvoltării tehnologiei de extracție a minereului și a metalurgiei, a crescut cererea pentru obiecte din fier. S-au răspândit meșteșugarii specializați, ceea ce a dus la o generalizare a folosirii uneltelor și obiectelor confecționate din metal. În paralel cu dezvoltarea metalurgiei fierului a continuat prelucrarea bronzului (aliaj de cositor și cupru), metal utilizat cu mult înaintea prelucrării fierului. 
Printre urmele arheologice în acest sens se numără cele din regiunea austriacă Salzburg, unde se pare ca la extracția și prelucrarea bronzului participau circa 500-600 de lucrători.
În aceeași perioadă au continuat extracția și prelucrarea aurului, iar în faza Hallstatt târzie au apărut primele monede, care erau privilegiul claselor dominante.
În faza Hallstatt timpurie, fierul încă nu devenise un metal de uz comun. Principalele regiuni în care, cu timpul, s-a intensificat prelucrarea fierului se aflau pe teritoriile Sloveniei, Austriei și Cehiei.
Cererea crescândă pentru obiecte confecționate din fier a sporit schimburile de mărfuri. În afară de obiectele din metale, se făceau schimburi de ceramică și mărgelele de sticlă utilizate îndeosebi în scop funerar. S-au intensificat și îmbunătățit transporturile pe apă și uscat.

## Organizarea socială
Teritoriul Hallstatt principal (HaC, 800 î.H.), în galben.
     Zona de influență Hallstatt (c. 500 î.H., HaD) în galben deschis/crem.
     Teritoriul  La Tène principal (450 î.H.), în verde.
     Zona de influență La Tène (c. 250 î.H.), în verde deschis.

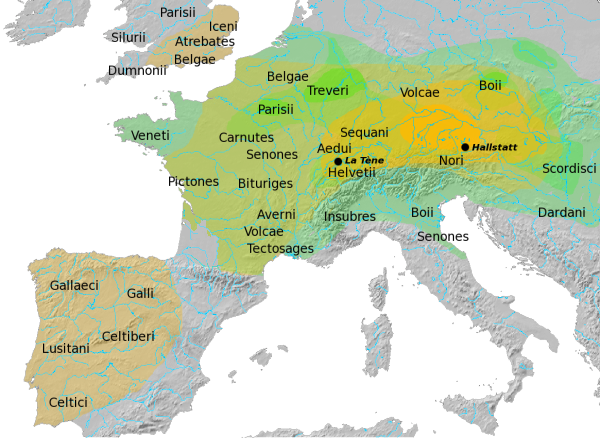
Culturile Hallstatt și La Tène.
Teritoriul Hallstatt principal (HaC, 800 î.H.), în galben.
Zona de influență Hallstatt (c. 500 î.H., HaD) în galben deschis/crem.
Teritoriul La Tène principal (450 î.H.), în verde.
Zona de influență La Tène (c. 250 î.H.), în verde deschis.
Teritoriile unor triburile celtice importante ale perioadei La Tène târzii sunt indicate pe hartă.

Așezările perioadei Hallstatt erau, în general, de dimensiuni mici, ocupate de câteva familii, de obicei grupate în jurul unei fortificații care, în caz de pericol, constituia cetatea de refugiu. Numărul așezărilor mici de jur împrejurul fortificației era variabil, de la câteva zeci la peste o sută (de exemplu complexul de la Wicina, Polonia).
Schimbarea asta de la așezările mari de epoca bronzului la locuințe singuratice de stăpânași ar fi semnul unei restructurări a proprietății și noi aplecări spre o împărțire a societății în unități mai mici.
Nu au avut loc mari mișcări de populații, cu excepția migrațiilor  celților, care au ajuns până la Babilon (324 î.Hr.).
Din punct de vedere al structurii sociale, unitatea de bază o constituia familia, principala forță economică. Populația era preponderent rurală, agricolă. În perioada Hallstatt timpurie se spune azi că se ajunsese la o relativă egalizare socială. O altă părere e că dimpotrivă, societatea s-ar fi ierarhizat, dovadă fiind bogat înzestratele movile mormântale, precum Mormântul din Hochdorf pe Enz (Baden-Württemberg), unde mortul era însoțit de un car și piese de șelărie (Mormânt cu car).

## Viața spirituală
Fenomenul major care caracterizează viața spirituală în această perioadă este apariția panteonului, chiar dacă in cadrul anumitor populații au dăinuit credințe ancestrale, cum ar fi animismul, cultul naturii. Panteonul se caracterizează prin asocierea unor expresii umane cu principii naturale, sociale, economice. S-a manifestat la celți, traci, daci, iberici. În privința ritualurilor funerare, înhumarea devine preponderentă, înlocuind, cu timpul, incinerarea.

### Tipologia mortuară
Cea mai mare movilă mortuară din această vreme este Magdalenenber în Villingen.

## Arta
Fenomenul de stratificare socială a dus la o dezvoltare fără precedent a artelor minore. Importanța persoanei era adesea sugerată prin purtarea de obiecte de prestigiu, cel mai adesea confecționate din diverse metale. O piesă deosebită, care arată dezvoltarea artei metalelor pe teritoriul României, este coiful din aur descoperit la Poiana Coțofenești.